# Pseudotanais borceai
Pseudotanais borceai är en kräftdjursart som först beskrevs av Mihai Bacescu 1960.  Pseudotanais borceai ingår i släktet Pseudotanais och familjen Pseudotanaidae. Inga underarter finns listade i Catalogue of Life.